# Aminatou Haidar
Aminatou Haidar (en árabe: أمنتو حيدار), a veces conocida simplemente por Aminatu o Aminetu (según algunas fuentes nacida en Akka, Marruecos, 24 de julio de 1966, según otras nacida en Akka (por entonces Marruecos) en 1967) es una activista pro saharaui y de derechos humanos. A finales de 2009 fue protagonista del conflicto llamado Caso Aminetu Haidar en la que la activista estuvo 32 días en huelga de hambre tras ser expulsada ilegalmente de El Aaiún.

## Biografía
Haidar es madre de dos hijos, y cursó estudios de literatura moderna. Hoy por hoy es la más célebre activista de la causa de la República Árabe Saharaui Democrática para el control del Sahara Occidental. Este territorio se encuentra ocupado y administrado por Marruecos y sujeto a un complejo conflicto, y por ello Haidar posee la nacionalidad marroquí.
Debido a su ideología pro saharaui, ha sido perseguida y reprimida por los poderes públicos marroquíes en numerosas ocasiones. En 1987, con 21 años, formó parte de una manifestación pacífica formada por 700 participantes que exigían el referéndum de independencia del Sahara frente a Marruecos. Tras estas actividades fue presa sin cargos ni juicio en las conocidas como "cárceles secretas" durante 4 años. Allí, sufrió torturas junto a otras 9 mujeres y 50 hombres, saharauis presos.
En 2005 fue condenada por la justicia marroquí a la estancia de 7 meses en el centro penitenciario conocido como Prisión Negra de El Aaiún. El proceso del juicio debido a irregularidades, fue denunciado por un observador enviado al efecto por Amnistía Internacional. Dicha organización ha calificado que Haidar se trata de una preso de conciencia. También miembros del Parlamento Europeo emprendieron una campaña internacional por la liberación de Aminetu Haidar, la cual se exigió formalmente mediante resolución de dicho parlamento. Tras más de un mes en prisión, fue liberada en enero de 2006. Su puesta en libertad reavivó las reivindicaciones de independencia de los saharauis, que se manifestaron en las calles de El Aaiún y protestas de los estudiantes saharauis de la Universidad de Marrakech.
Tras la gran dimensión mediática de su irregular aprisionamiento, y el importante apoyo que obtuvo por asociaciones y políticos occidentales lograron la expatriación de Haidar con el fin de erigirse en embajadora itinerante de la República Árabe Saharaui Democrática en contacto con gobiernos extranjeros y asociaciones pro saharauis. En agosto de 2006 Marruecos le denegó el pasaporte y el derecho de expatriación de sus dos hijos como medida de presión. También obtuvo la tarjeta de residencia española.
En 2009 el caso Aminetu Haidar tuvo repercusión internacional. Del 17 de noviembre al 17 de diciembre mantuvo una huelga de hambre en el Aeropuerto de Lanzarote al ser denegada su entrada en Marruecos. Finalmente logró que Marruecos autorizara su regreso, tras movilizar a músicos, activistas, políticos y escritores en favor de su causa y el intento de crear un conflicto diplomático entre España y Marruecos, involucrando también a EEUU. Pocos meses después, en marzo de 2010, con ocasión de la cumbre UE-Marruecos celebrada en Granada realizó declaraciones aprovechando la repercusión internacional de su huelga de hambre para llamar la atención sobre la situación de falta de libertades en Marruecos e intentar involucrar a España en el conflicto del Sahara Occidental a favor de la RASD. Desde 2012 diferentes organizaciones de derechos humanos han difundido los intentos de agresión, aislamiento e intimidación que sufren Haidar y su familia en El Aaiún por parte del gobierno de Marruecos.

## Premios y reconocimientos
Por su lucha por el reconocimiento de los derechos de los saharauis ha sido galardonada con diferentes reconocimientos internacionales, tales como:
- La Fundación Robert F. Kennedy premió a Aminetu Haidar por su labor a favor de los Derechos Humanos, galardón que fue entregado en el Senado de los Estados Unidos (1998).
- Premio de Derechos Humanos Juan María Bandrés (2006).
- Solidar Silver Rose Award (2007).
- Premio de Derechos Humanos Robert F. Kennedy (2008).
- Premio al coraje civil de la Fundación Train (2009).
- Premio Internacional Jovellanos Resistencia y Libertad (2010).[11]
- Premio Dolores Ibárruri (2010).

También ha sido candidata a diversos premios de importancia internacional como el Premio Sájarov a propuesta del Parlamento Europeo, el Premio Fondo Ginetta Sagan a propuesta de Amnistía Internacional o la nominación al Premio Nobel de la Paz en el año 2008. Ha sido candidata también al Premio Canarias 2016 .
En enero de 2010 recibió el título de Ciudadana de Honor de la ciudad italiana Sesto Fiorentino.
- En 2019 recibió el premio Nobel Alternativo (El Premio al Correcto Modo de Vida) otorgado por la fundación Right Livelihood Award.[15][16]